# Mniobia frankenbergeri
Mniobia frankenbergeri är en hjuldjursart som beskrevs av Bartoš 1944. Mniobia frankenbergeri ingår i släktet Mniobia och familjen Philodinidae. Inga underarter finns listade i Catalogue of Life.